# Liam Robbins
Liam Robbins, né le 12 juillet 1999 à Waukesha dans le Wisconsin, est un joueur américain de basket-ball évoluant au poste de pivot.

## Biographie
En octobre 2024, il signe un contrat two-way avec les Bucks de Milwaukee. Il est coupé fin février 2025.

## Palmarès et distinctions personnelles

### Universitaires
- SEC Defensive Player of the Year (2023)
- First-team All-SEC (2023)
- Second-team All-MVC (2020)
- MVC All-Defensive Team (2020)

## Statistiques

### Universitaires
Les statistiques de Liam Robbins en matchs universitaires sont les suivantes :
| Saison    | Équipe     | Matchs | Titul. | Min./m | % Tir | % 3pts | % LF | Rbds/m. | Pass/m. | Int/m. | Ctr/m. | Pts/m. |
| --------- | ---------- | ------ | ------ | ------ | ----- | ------ | ---- | ------- | ------- | ------ | ------ | ------ |
| 2018-2019 | Drake      | 31     | 2      | 11.3   | .442  | .231   | .595 | 2.7     | .5      | .3     | 1.1    | 4.1    |
| 2019-2020 | Drake      | 34     | 34     | 27.1   | .499  | .244   | .694 | 7.1     | .8      | .6     | 2.9    | 14.1   |
| 2020-2021 | Minnesota  | 23     | 22     | 24.7   | .441  | .327   | .694 | 6.6     | 1.1     | .7     | 2.7    | 11.7   |
| 2021-2022 | Minnesota  | 15     | 10     | 18.3   | .435  | .286   | .606 | 4.0     | .67     | .4     | 1.87   | 6.80   |
| 2022-2023 | Vanderbilt | 26     | 15     | 22.9   | .504  | .365   | .731 | 6.85    | 1.0     | .31    | 3.15   | 15.0   |
| Total     | Total      | 129    | 83     | 20.9   | .477  | .306   | .693 | 5.53    | .81     | .46    | 2.37   | 10.63  |